# 염제신 초상
염제신 초상(廉悌臣 肖像)은 서울특별시 용산구, 국립중앙박물관에 있는 고려시대 염제신의 초상화이다. 1991년 9월 30일 대한민국의 보물 제1097호로 지정되었다.

## 같이 보기
- 염제신

## 참고 자료
- 염제신초상 - 국가유산청 국가유산포털